# Abdullah Ensour
 (novembre 2024).
Abdullah Ensour (en arabe : عبد الله النسور, ʿAbd Allāh an-Nasūr), né le 29 janvier 1939 à Salt, est un économiste et homme d'État jordanien, Premier ministre de Jordanie du 11 octobre 2012 au 1er juin 2016.

## Biographie
Né à Salt dans l'émirat de Transjordanie, un protectorat britannique formé après la Première Guerre mondiale, il a étudié à l'université américaine de Beyrouth au Liban où il a obtenu sa licence en statistiques. Il a ensuite obtenu une maîtrise en gestion des institutions à l'université du Michigan aux États-Unis puis un doctorat en planification de l'université Panthéon-Sorbonne.

## Carrière politique
Ensour est d'abord élu député au Parlement jordanien en 1989 et de nouveau en 1992. Son premier poste ministériel est celui de ministre de la planification en 1984, il est reconduit dans cette fonction en 1985 puis comme ministre de l'éducation (1989), ministre des Affaires étrangères (1991), ministre de l'industrie et du commerce (1993), ministre de l'enseignement supérieur (1996), vice-Premier ministre et ministre du développement administratif (1997) et vice-Premier ministre et ministre de l'information (1998). Il a servi à là Chambre des représentants de 1998 à 2001, jusqu'à cette date, il est sénateur au Parlement et président du conseil d'administration de l'université Al-Zaytoonah.
Ensour représente la Jordanie auprès de la Banque mondiale, du Fonds monétaire international et délégué permanent adjoint auprès de l'UNESCO. Il est également présent dans un certain nombre de conseils, y compris la Banque arabe de l'Afrique ou l'université de Jordanie (vice-président).
En Octobre 2012, il a été nommé Premier ministre par le roi Abdallah II, en remplacement de Fayez Tarawneh. Après les élections générales en janvier 2013, le roi Abdallah le reconduit comme Premier ministre, le 9 mars 2013. Son deuxième Cabinet a prêté serment le 30 mars 2013.